# Pia Zadora
Pia Alfreda Schipani, bardziej znana jako Pia Zadora (ur. 4 maja 1954 w Hoboken) – amerykańska aktorka filmowa i piosenkarka pochodzenia polskiego ze strony matki i włoskiego ze strony ojca.

## Życiorys

### Wczesne lata
Urodziła się w Hoboken, w stanie New Jersey jako córka Saturniny „Niny” (z domu Zadorowski) i Alphonse Schipaniego. Nazwisko panieńskie matki posłużyło do stworzenia artystycznego pseudonimu „Zadora”. Wychowała się za kulisami wielkich nowojorskich scen; jej matka zajmowała się kostiumami dla teatrów na Broadwayu i MET, a ojciec był skrzypkiem. 
Ukończyła katolicką szkołę podstawową w Forest Hills, w stanie Nowy Jork, przy Our Lady Queen of Martyrs i szkołę średnią High School of the Professional Arts w Nowym Jorku. W wieku siedmiu lat wystąpiła na Broadwayu u boku Tallulah Bankhead w spektaklu Midgie Purvis, a następnie dołączyła do obsady Skrzypka na dachu. Po raz pierwszy na kinowym ekranie pojawiła się w wieku dziesięciu lat w filmie dla dzieci Święty Mikołaj wyrusza na podbój Marsa (Santa Claus Conquers the Martians, 1964) jako Girmar, dziewczynka z Marsa. Na ścieżce dźwiękowej pojawiła się piosenka śpiewana przez Pię „Hooray for Santa Claus”.

### Kariera
Dla kina odkrył ją Matt Cimber, powierzając rolę piosenkarki Bobbie Warren z Las Vegas i przyjaciółki gangstera w komedii sensacyjnej Gorączka stanu Nevada (Fake-Out, 1982) z udziałem Telly’ego Savalasa jako porucznika Thurstona i Desiego Arnaza Jr. w roli detektywa Clinta Morgana. Jednak następna jej rola Kady Tyler, zepsutej do szpiku kości nimfetki uwodzącej dla pieniędzy własnego ojca (Stacy Keach) w kontrowersyjnej ekranizacji powieści Jamesa M. Caina Motyl (Butterfly, 1982), w którym fabuła dotyczy kazirodztwa ojca i córki, pomimo że została uhonorowana nagrodą Złotego Globu w kategorii „Najlepsza nowa gwiazda roku”, zebrała fatalne recenzje i przyniosła jej Złotą Malinę w dwóch kategoriach – „Najgorsza aktorka” i „Najgorsza nowa gwiazda”. W partyturze muzycznej pojawił się śpiew Zadory w piosence „It’s Wrong For Me To Love You” (muz. Ennio Morricone, sł. Carol Connors), nominowanej także do Złotego Globu za najlepszą piosenkę. Stąd właśnie powstały pogłoski, że ową nagrodę i ShoWest Award kupił jej mąż, izraelski multimilioner Meshulam Riklis, właściciel McCrory’s, który sfinansował film i rzekomo przekupił krytyków. Jeden z krytyków napisał, że Motylek przypomina parodię sztuk Tennessee Williamsa.
W 1981 zaskoczyła publiczność znakomitym debiutem piosenkarskim w Las Vegas. Była na okładkach magazynów „Titbits” (w maju 1982), „Oui” (w czerwcu 1982), „Film” (w listopadzie 1982), „Penthouse” (w październiku 1983), „Film Review” (w grudniu 1983) i „Celebrity Skin” (w styczniu 1984). 12 grudnia 1982 w Hotelu Bonaventure w Hollywood przyznano jej nagrodę Kwaśnego Jabłka. Za postać młodej hollywoodzkiej scenarzystki Jerilee Randall w dramacie Kobieta samotna (The Lonely Lady, 1983) otrzymała kolejną Złotą Malinę jako najgorsza aktorka. W maju 1982 na Festiwalu Filmowym w Cannes wywołała skandal, pozując w stringach do zdjęć, które pojawiły się w rozmaitych publikacjach. 
Następnie zagrała główną rolę Dee Dee w komedii muzycznej fantastycznonaukowej Jamesa Farga Kosmici grają rocka (Voyage of the Rock Aliens, 1984) u boku Craiga Sheffera. W niemieckiej komedii muzycznej Der Formel Eins Film (1985) zaśpiewała swój przebój „Little Bit of Heaven”. W 1988 Zadora miała zagrać postać Betty Grable w filmie biograficznym, jednak projekt nie doszedł do skutku. Zagrała potem małą, lecz znaczącą rolę dziewczyny beatnika w komedii muzycznej Lakier do włosów (Hairspray, 1988) z Deborah Harry. W 1990 zdobyła jeszcze jedną Złotą Malinę jako „Najgorsza nowa gwiazda dekady”.

„Pia Zadora wypełnia doskonale swoje zadanie i gra bez reszty rolę gwiazdy” (John Waters).

Ogromną popularność przyniosły jej płyty: Pia (1982) i Let’s Dance Tonight (1984), a jako piosenkarka została nominowana w 1984 do nagrody Grammy. Jej nowa wersja piosenki Shirley Ellis pt. „The Clapping Song” dotarła na pozycję 40 listy przebojów U.S. Top w 1983, a przebój „When the Rain Begins to Fall” w 1984 w duecie z Jermaine’em Jacksonem w Niemczech przez cztery tygodnie był numerem jeden. W nagraniu światowych standardów pt. Pia & Phil (1987) wspomogła artystkę Filharmonia Londyńska. Wystąpiła w komedii Naga broń 33⅓: Ostateczna zniewaga (Naked Gun 33 1/3: The Final Insult, 1994), gdzie w finałowej scenie podczas gali wręczenia nagród filmowych zaśpiewała piosenkę „This Could Be the Start of Something”.

## Życie prywatne
Od 18 września 1977 do 1993 była żoną Meshulama Riklisa (ur. 1923, zm. 2019), urodzonego w Turcji izraelskiego przedsiębiorcy. Mają córkę Kady (ur. 1 stycznia 1985) i syna Christophera Barzie (ur. 2 marca 1987). Od 27 sierpnia 1995 do 30 listopada 2001 jej drugim mężem był scenarzysta, reżyser i aktor Jonathan Kaufer (ur. 1956), z którym ma syna Jordana Maxwella (ur. 13 kwietnia 1997). Po rozwodzie na jakiś czas wróciła do swojego pierwszego męża. W 2005, gdy Zadora skontaktowała się z policją w Las Vegas, aby zgłosić przypadek nękania, prześladowania i napaści fizycznej, poznała Michaela Jeffriesa, detektywa z Metropolitan Police Department w Las Vegas, którego poślubiła 7 stycznia 2006.
W czerwcu 2013 została aresztowana pod zarzutem napaści na nastoletniego syna Jordana, którego miała przyduszać i polewać wężem ogrodowym, aby zmusić go do pójścia spać; złapała go za szyję i podrapała podczas incydentu w maju 2013.
W 2016 przeszła operację zastawki serca.

## Filmografia
- 1964: Święty Mikołaj wyrusza na podbój Marsa (Santa Claus Conquers the Martians) jako Girmar
- 1982: Motylek (Butterfly) jako Kady Tyler
- 1982: Gorączka stanu Nevada (Fake-Out) jako Bobbie Warren
- 1983: Kobieta samotna (The Lonely Lady) jako Jerilee Randall
- 1984: Pajama Tops (TV) jako Babette Latouche
- 1984: Kosmici grają rocka (Voyage of the Rock Aliens) jako Dee Dee
- 1985: Der Formel Eins Film jako ona sama
- 1988: Lakier do włosów (Hairspray) jako dziewczyna beatnika
- 1989: Drużyna z Beverly Hills (Troop Beverly Hills) jako ona sama
- 1990: Mother Goose Rock ‘n’ Rhyme (TV) jako mała panna Muffet
- 1994: Kobiety Hollywood (Hollywood Women, dokumentalny) jako ona sama
- 1994: Naga broń 33⅓: Ostateczna zniewaga (Naked Gun 33 1/3: The Final Insult) jako ona sama
- 1994: Jestem legendą (I Am Legend) jako ona sama
- 1995: Ulubione grzechy śmiertelne (Favorite Deadly Sins) jako ona sama
- 1999: Frasier (serial TV) jako Jill (głos)
- 2002: Pia Zadora: The E! True Hollywood Story jako ona sama

## Dyskografia

### Albumy
- 1982: Pia
- 1984: Let’s Dance Tonight
- 1985: Pia & Phil (z London Philharmonic Orchestra)
- 1986: I Am What I Am
- 1988: When the Lights Go Out
- 1989: Pia Z
- 1989: Pia Today! (tylko promocja do momentu ukazania The Platinum Collection)
- 1993: Only for Romantics (tylko promocja)
- 1993: The Platinum Collection (w zestawie Pia & Phil, I Am What I Am i Pia Today!)
- 2020: All Or Nothing At All

### Single
- 1978: „Come Share My Love”
- 1979: „Bedtime Stories”
- 1979: „Tell Him”
- 1979: „I Know a Good Thing When I Feel It”
- 1980: „Baby It’s You”
- 1982: „I’m in Love Again”
- 1983: „The Clapping Song”
- 1984: „When the Rain Begins to Fall” (z Jermaine’em Jacksonem)
- 1984: „Follow My Heartbeat”
- 1984: „Let’s Dance Tonight”
- 1984: „Little Bit of Heaven”
- 1984: „Rock It Out”
- 1985: „Come Rain, Come Shine”
- 1986: „I Am What I Am”
- 1988: „Dance Out of My Head”
- 1989: „Heartbeat of Love”
- 1989: „If You Were Mine”